# Каргулино
Каргулино — посёлок в Белозерском районе Вологодской области.
Входит в состав Глушковского сельского поселения, с точки зрения административно-территориального деления — в Глушковский сельсовет.

## География
Расположен на трассе Р6. Расстояние по автодороге до районного центра Белозерска — 14 км, до центра муниципального образования деревни Глушково — 7 км. Ближайшие населённые пункты — Есипово, Чайка, Чикиево.
Село стоит на правом берегу реки Шексны (части Мариинской водной системы — Волго-Балта), у её истока.

## История
В 1966 г. указом президиума ВС РСФСР поселок Крохинский Мост переименован в Каргулино.

## Население
| 2010 |
| ---- |
| 16   |

## Фотографии 1909 г
- Вид с плотины Bмп. Марии Феодоровны на Каргулино и Крохино
- Церковь